# Condado de Colchester
O Condado de Colchester é um dos 18 condados da província canadense de Nova Escócia. Com uma população de 50.585 habitantes, o condado é o quarto maior da Nova Escócia. O condado de Colchester está localizado no centro-norte da Nova Escócia e a sede do condado é a cidade de Truro.